# Alfonso Corona Blake
Alfonso Corona Blake (né le 2 janvier 1919 à Autlán de Navarro (es), Jalisco et mort le 21 janvier 1999 à Mexico) est un acteur, réalisateur, scénariste, et producteur de cinéma mexicain. Son film le plus remarqué est le drame Ils seront des hommes pour lequel il a remporté un Ariel d'Or.

## Filmographie

### Comme réalisateur
| - 1956 : Ils seront des hommes (El camino de la vida) - 1957 : Felicidad (es) - 1958 : Le Cabaret des filles perdues (Cabaret trágico) - 1958 : La torre de marfil - 1959 : La mujer y la bestia - 1959 : Lágrimas de amor - 1959 : Soif d'amour (Sed de amor) - 1959 : Yo pecador (en) - 1960 : Creo en ti (es) - 1960 : Verano violento - 1961 : Le Monde des vampires (El mundo de los vampiros) - 1962 : El cielo y la tierra - 1962 : El pecado de una madre (es) - 1962 : Superman contre les femmes vampires (El Santo contra las mujeres vampiro) | - 1962 : Pecado (es) - 1963 : Santo en el museo de cera - 1964 : Yo, el valiente - 1965 : Audaz y bravero - 1966 : Fiebre de juventud (es) - 1966 : Los malvados - 1967 : Arrullo de Dios - 1967 : El centauro Pancho Villa - 1968 : Las pecadoras - 1969 : Alerta, alta tension - 1969 : Dos valientes - 1969 : Mujeres de medianoche - 1971 : Más allá de la violencia |

### Comme assistant réalisateur
- 1946 : Vértigo d'Antonio Momplet
- 1950 : Pecado de ser pobre de Fernando A. Rivero
- 1951 : Los Apuros de mi ahijada de Fernando Méndez
- 1951 : Quartier interdit (es) (Víctimas del pecado) d'Emilio Fernández
- 1952 : La Noche avanza de Roberto Gavaldón
- 1953 : Los Solterones de Miguel M. Delgado
- 1954 : Sombra verde (es) de Roberto Gavaldón
- 1955 : Para siempre de Tito Davison (es)
- 1956 : Viva la juventud! de Fernando Cortés

### Comme scénariste
- 1958 : Cabaret trágico de lui-même
- 1962 : El Santo contras las mujeres vampiro de lui-même
- 1963 : Santo en el museo de cera de Manuel San Fernando et lui-même
- 1965 : Audaz y bravero de lui-même
- 1971 : Más allá de la violencia de lui-même

### Comme producteur
- 1971 : Más allá de la violencia de lui-même

### Comme acteur
- 1937 : El Bastardo de Ramón Peón
- 1943 : El Jorobado de Jaime Salvador

## Distinctions

### Récompenses
- 1956 : Mention Honorable au Festival international du film de Berlin pour El Camino de la vida
- 1956 : OCIC Award Mention Spéciale au Festival international du film de Berlin pour El Camino de la vida
- 1957 : Ariel d'Argent du Meilleur Réalisateur pour El Camino de la vida
- 1957 : Ariel d'Argent du Film de Meilleur Intérêt National pour El Camino de la vida
- 1957 : Ariel d'Or pour El Camino de la vida
- 1960 : Prix FIPRESCI au Festival du Film de Mar del Plata pour Verano violento

### Nominations
- Berlinale 1957 : sélection officielle en compétition pour Felicidad (en)